# Castello il Palagio

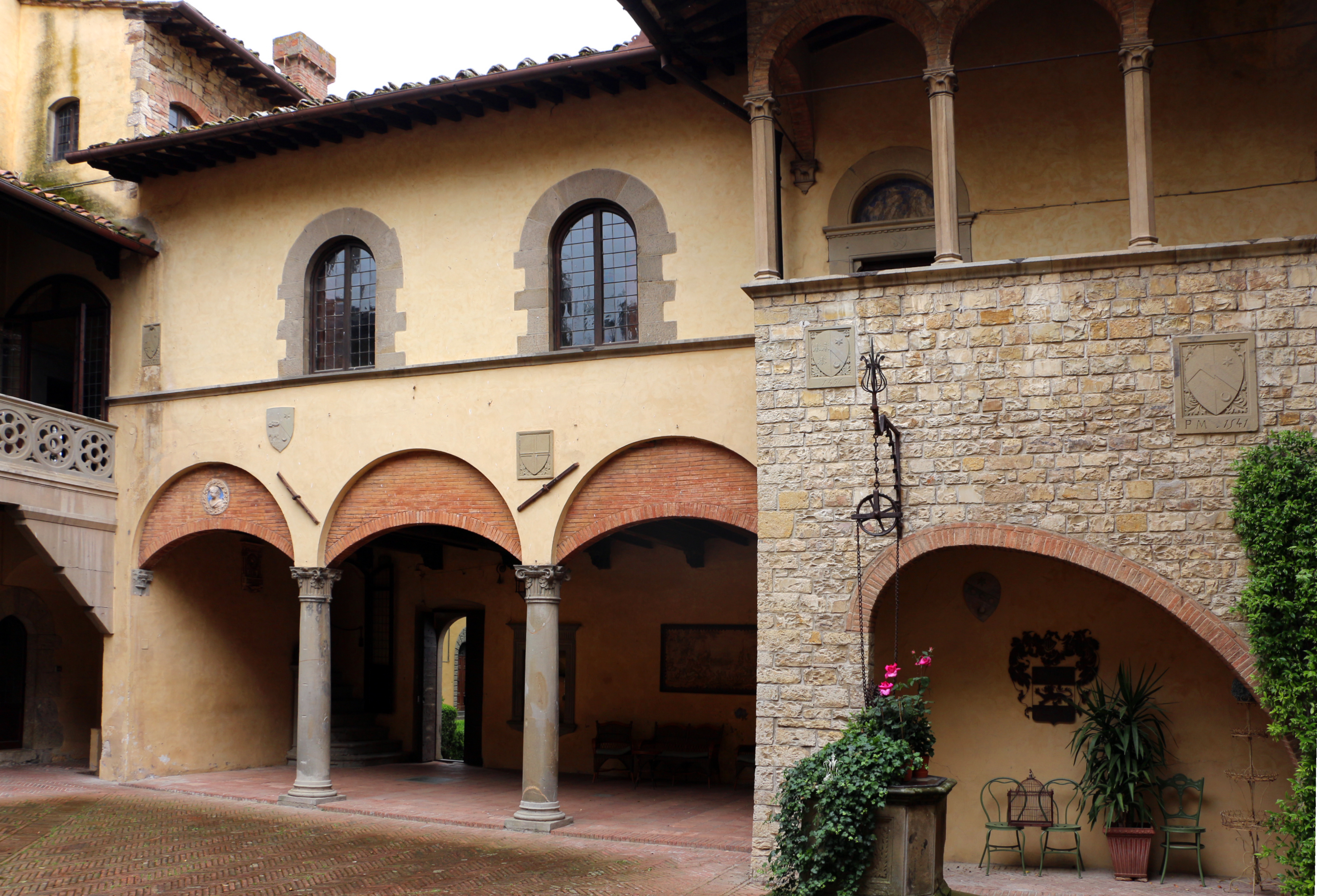
Il cortile

Il Castello Il Palagio si trova in Via Campoli 98 in località Mercatale Val di Pesa, nel Comune di San Casciano in Val di Pesa (FI).

## Storia
Il castello fu possesso della famiglia Canigiani e risulta conosciuto sin dal 1252, secondo alcuni antichi manoscritti che lo menzionano e che sono conservati nella vicina Badia di Passignano.
Questo fortilizio è stato segnato, nel corso dei secoli, da una serie di incursioni a cui ha sempre resistito. Nel 1320 il castello fu ampliato raggiungendo dimensioni più ampie di quelle attuali. Alla fine del '600 fu ceduto ai baroni Miniati, poi Marchesi Goretti Miniati, che lo trasformarono in villa arricchendolo di opere d'arte.
Durante la II guerra mondiale fu sequestrato dall'esercito nazista, che ne scacciò i proprietari, e subì violenti bombardamenti.

## Descrizione
Quello che vediamo oggi del Castello Il Palagio è frutto di un restauro iniziato nel 1910 dall'architetto Giuseppe Castellucci, sotto la guida sapiente dell'allora proprietario Marchese Ugo Goretti miniati. L'Arch. Castellucci, seguendo la moda del tempo, ha praticamente reinventato il castello in stile neomedievale.
La struttura fa perno sulla torre con la merlatura di stile guelfo e sul bel cortile centrale sul quale si affaccia una loggia coperta.
Oggi il Castello Il Palagio è di proprietà della famiglia Lapi, antica famiglia fiorentina (di cui faceva parte anche l'architetto Filippo Brunelleschi, figlio di Brunellesco Lapi) che ne sta curando un nuovo accurato restauro.